# Cianocroite
La cianocroite è un minerale.